# Consiglio legislativo palestinese
Il Consiglio legislativo palestinese (PLC) è l'organo legislativo istituito dall'Autorità Nazionale Palestinese, ovvero è il Parlamento Palestinese ed è anche così chiamato.
Formalmente è l'organo con i più alti poteri politici nei vertici statuali dell'ANP. È costituito da un'unica camera eletta su base nazionale, ha sede ufficiale a Ramallah in un moderno edificio appositamente costruito. Le ultime elezioni sono state quelle legislative del 2006.

## Composizione
Si compone di 132 membri eletti in 16 circoscrizioni elettorali in Cisgiordania e Striscia di Gaza con alcune rappresentanze aggiunte.
Metà dei membri viene eletto con un sistema di liste proporzionale, l'altra metà è eletta con meccanismi territoriali associativi diversi, ciò in parte può mostrare, simbolicamente, la rappresentatività di un altissimo numero di profughi che sono privi di ogni cittadinanza e politicamente invisibili.

## Storia
Le prime elezioni legislative si sono tenute nel 1996. La nuova legge elettorale, varata nel 2005, ha ampliato il numero dei membri portandolo dagli originari 88 agli attuali 132. 
L'assemblea dell'attuale legislatura (la II) si è insediata in seguito alle elezioni legislative del 2006, poi a seguito del conflitto Fatah-Hamas del 2007 le sedute non si sono più tenute, e le convocazioni dell'assemblea sono state sospese.
Le elezioni generali, conformemente all'accordo tra Fatah e Hamas dell'aprile 2014, si sarebbero dovute tenere tra aprile e ottobre 2014, tuttavia le elezioni sono state poi rinviate a tempo indeterminato.
Il 15 gennaio 2021 il presidente dell'ANP Mahmūd Abbās ha firmato un decreto che fissava le elezioni legislative al 22 maggio, ma il 29 aprile le ha ulteriormente rinviate.
Dal 2007 il Consiglio legislativo non è più in funzione e la struttura che lo ospita risulta in stato di abbandono.

## Presidenti
- Ahmed Qurei (1996-2003)
- Rafiq Al-Natsheh (2003-2004)
- Rawhi Fattouh (2004-2006)
- Aziz Dweik (2006 - in carica)